# Degersen
Degersen è una frazione (Ortsteil) del comune di Wennigsen am Deister, nel land della Bassa Sassonia, in Germania.

## Storia
Già comune autonomo nel circondario di Linden, passò a quello di Hannover nel 1932; fu soppresso e incorporato a Wennigsen am Deister il 1º gennaio 1970.